# Pejo Javorov

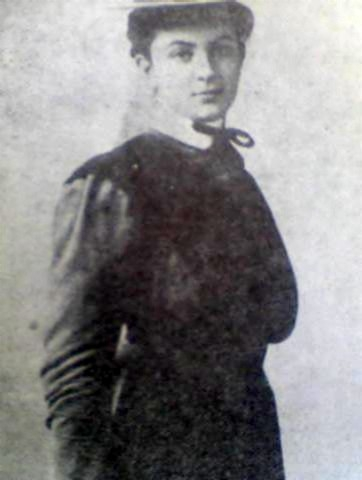
Mina Todorova, 1906

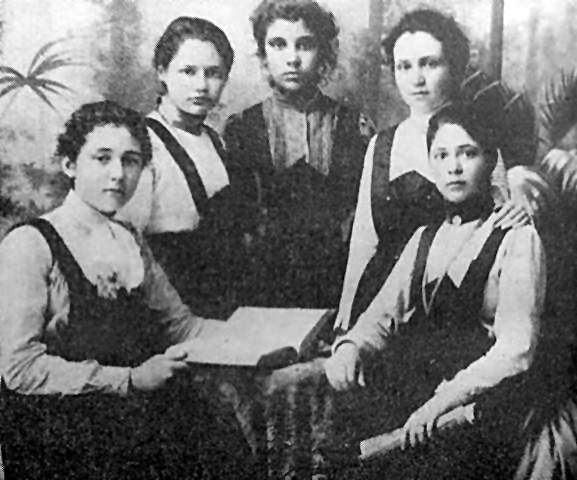
Lora Karavelova (první zleva), cca 1902

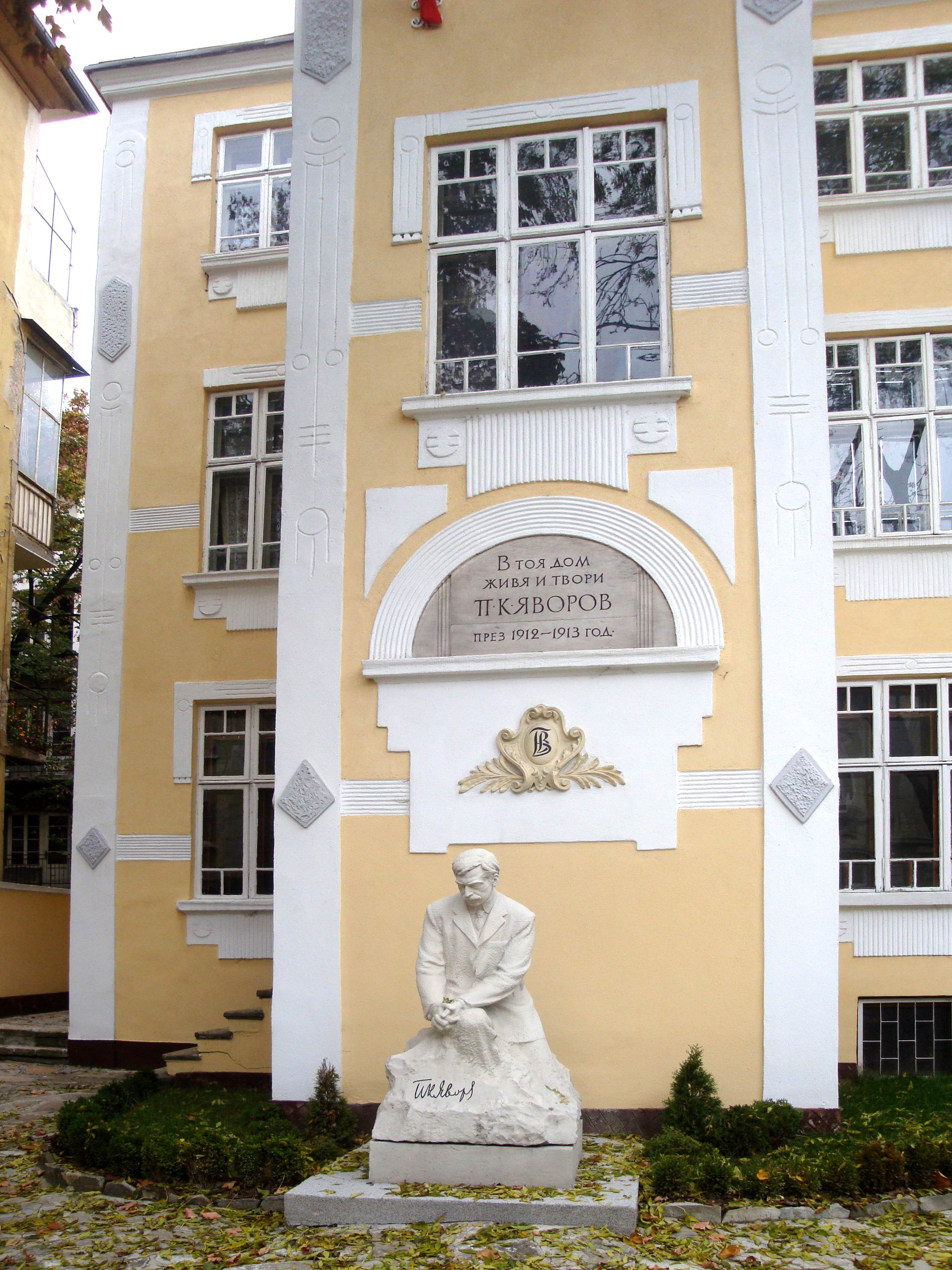
Dům a pomník (bývalé muzeum) Pejo Javorova, Sofie, Bulharsko

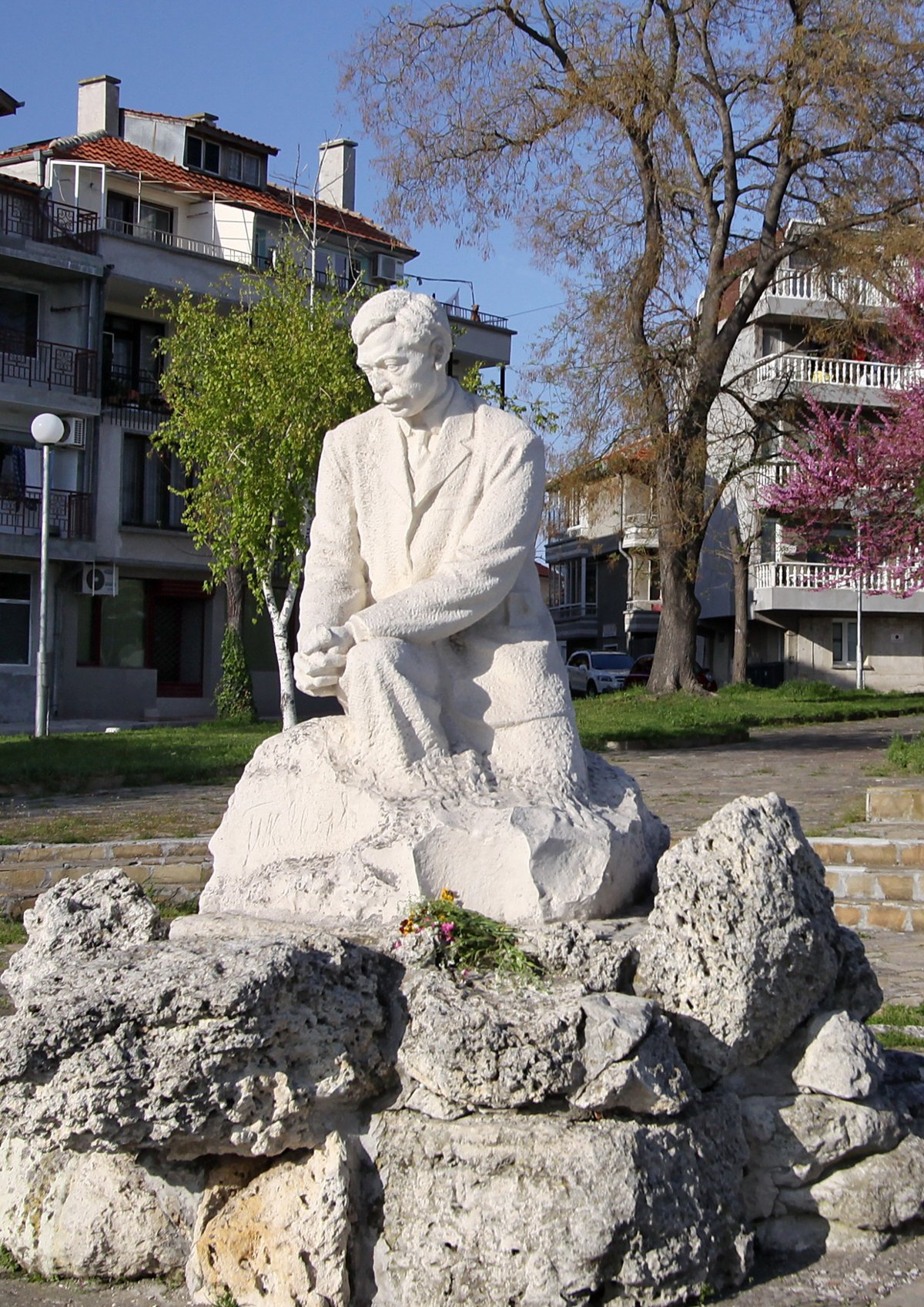
Bulharsko, Pomorie, pomník v letního kina Javorov

Pejo Javorov (Пейо Яворов), vlastním jménem Pejo Totev Kračolov (Пейо Тотев Крачолов) (13. ledna 1878 Čirpan - 29. října 1914 Sofia) byl přední bulharsky básník, představitel symbolismu.

## Život

### Mládí
Narodil se ve městě Čirpan 13. ledna 1878 (1. ledna podle tehdy platného juliánského kalendáře). Absolvoval střední školu v Plovdivu. Od roku 1897 do roku 1901 byl zaměstnán jako telegrafista v různých městech - Čirpan, Stara Zagora, Sliven, Stralža, Anhialo (Pomorje) a Sofie. V té době sympatizoval s bulharskou Dělnickou stranou sociálně demokratickou. Po roce 1897 přišel do styku s makedonskou revoluční organizací. V roce 1898 otiskl časopisecky své první básně.

### Uznání a úspěch
V roce 1900 se odstěhoval do Sofie s cílem pokračovat v kariéře literáta. S dalšími bulharskými intelektuály se zúčastnil činnosti literárního kroužku "Мисъл" (Myšlenka). V roce 1901 vyšla knižně jeho první sbírka básní. Pracoval jako redaktor oficiálního časopisu Revoluční organizace Makedonie. Do Makedonie uskutečnil v letech 1902-1903 několik cest; jako člen revolučních skupin, zveřejnil své manifesty a navštěvoval vůdce bulharského hnutí v Makedonii proti turecké nadvládě.
Po návratu do Sofie získal místo v Národní knihovně a obnovil svou aktivní činnost ve skupině "Мисъл" (Myšlenka). V této době zpracoval první životopis makedonského revolucionáře Gotse Delčeva (1872-1903), napsal řadu básní a vlastní životopis inspirovaný zkušenostmi z Makedonie.
V letech 1904-1910 pracoval nejprve v Národní knihovně, pak v revolučních novinách Ilinden a poté se stal ředitelem Národního divadla. Uskutečnil cesty do Rakouska, Švýcarska a Francie, pokračoval ve vydávání svých děl.

### Romantický život
Dílo Pajo Javorova bylo zejména ovlivněno jeho milostným životem, který ho inspiroval k napsání sérií básní a dvou divedelních her. Většina romantických básní byla věnování dvěma ženám jeho života - Mině Todorovové (Мина Тодорова) a Loře Karavelovové (Лора Каравелова).
Javorovova láska k Mině Todorovové (Мина Тодорова), sestře přítele a člena skupiny "Мисъл" (Myšlenka), začala v roce 1906. Téhož roku odjel do Francie. Mina roku zemřela na tuberkulózu 14. června 1910 a byla pohřbena v Paříži, na novém hřbitově Boulogne-Billancourt. Svou lásku vyjádřil ve dvou sbírkách básní vydaných v letech 1907 a 1910. Její smrt též ovlivnila vznik první Javorovovy divadelní hry.
Dne 19. září 1912, krátce před svou další cestou do Makedonie, se oženil s Lorou Karavelovovou. (Lora již byla jednou vdaná, po krátkém manželství se ale rozvedla.) Jejich dopisy jsou považovány za důkaz vzájemné lásky. Po návratu Javorova žili manželé v Sofii v domě, který se později stal muzeem (dnes pro veřejnost uzavřeno). V noci 30. listopadu 1913, po návratu z večera u přátel, spáchala Lora sebevraždu.

### Konec života
Po sebevraždě manželky se Javorov pokusil o sebevraždu také, ale neúspěšně a v důsledku zranění oslepl. Soudní proces po smrti Lory a pomluvy o tom, že ji zastřelil sám, přivedly Javorova k dokonané sebevraždě (otrávil se a zastřelil) ve věku 36 let. Úmrtí zaznamenal i český tisk.

## Dílo
Pejo Javorov je považován za jednoho z nejvýznamnějších básnických talentů přelomu 19. a 20. století v Bulharském království, předního představitele symbolismu. Jeho život byl spojen s osvobozeneckým hnutím v Makedonii. Též podporoval hnutí za nezávislost v Arménii a napsal řadu básní o Arméncích. První knihu "Стихотворения" (Básně) vydal v roce 1901. Také napsal dvě divadelní hry.
Většina Javorovových básní je věnována dvěma ženám jeho života, Mině Todorovové a Loře Karavelovové.

### Česká vydání díla Pejo Javorova
První překlady básní Pejo Javorova se objevily v roce 1907 ve Slovanském přehledu (překladatel Zdeněk Broman).
Knižně vyšlo česky:
- Pod Vitoší (drama o 5 dějstvích, přel. H. Reinerová, Praha, ČDLJ, 1958)
- Nežiju - hořím (vybrala, uspořádala, předmluvu a ediční poznámku napsala Dana Hronková, přebásnila Jarmila Urbánková za jaz. spolupráce Dany Hronkové Javorov, Praha, SNKLU, 1964)
- V bdění i ve snu - Najave i nasăn (výbor z díla připravila a z bulharštiny přeložila Ludmila Kroužilová, předmluvou doprovodil Nikola Georgiev, Praha, Euroslavica, 1997)

## Pocty a připomínky
- V rodném domě Pejo Javorova v Čirpanu je dnes muzeum[7]
- Javorovův štít (Peak Yavorov) je v Antarktidě[8]
- Po Pejo Javorovovi je pojmenována řada škol v Bulharsku[9] a jedna ze základních škol v Jerevanu[10]
- Ulice Pejo Javorov je ve Skopje, bulvár Pejo Javorova v Sofii
- Muzeum Pejo Javorova v Sofii[11] bylo po privatizaci budovy uzavřeno

## Filmové zpracování
O vztahu Pejo Javorova a Lory Karavelovové byl v roce 1983 natočen bulharský film Případ 205/1913 P. K. Javorov.